# Aaargh!
Aaargh! es un videojuego de acción para un solo jugador en el que el jugador controla a un monstruo gigante con el objetivo de obtener huevos destruyendo edificios en diferentes ciudades de una isla perdida. Fue diseñado para Arcadia Systems de Mastertronic, una máquina arcade basada en el hardware personalizado de Amiga, y fue lanzado en 1987. Fue portado a una variedad de otras plataformas y lanzado en ellas entre 1988 y 1989. Electronic Arts distribuyó la versión del juego para Amiga.

## Jugabilidad
El objetivo del juego es encontrar el huevo de dragón dorado. El jugador controla a uno de los dos monstruos que deben destruir edificios para encontrar los huevos de Roc, el descubrimiento de cada uno de los cuales desencadena una pelea con un monstruo rival. Cuando se encuentran cinco huevos, los dos monstruos luchan en un volcán para reclamar el huevo de dragón.
El juego es un juego de acción con elementos de juego de lucha. El jugador elige jugar como un lagarto parecido a un dragón o como un ogro (representado como un cíclope en el juego); el personaje que el jugador no selecciona se convierte en el rival del jugador para obtener el huevo. En la versión arcade del juego, uno o dos jugadores podían jugar simultáneamente, mientras que en los puertos solo podía jugar un jugador a la vez.
El juego se desarrolla en diez ciudades de la Isla Perdida, cada una de las cuales representa una era diferente de la civilización (como el antiguo Egipto y la salvaje Oeste) y cada una comprende un nivel del juego. Cada ciudad está representada por una única área de juego estática que utiliza una forma de proyección 2.5D para dar la impresión de profundidad en la pantalla.

## Recepción
El juego recibió críticas mixtas de las revistas de juegos de las plataformas a las que fue portado, con puntuaciones que iban desde alrededor de 2/10 (o equivalente) hasta casi 9/10.
Si bien los críticos elogiaron los gráficos y el sonido, particularmente en el port de Amiga, criticaron la jugabilidad. La revista ACE dijo que aunque el juego tenía "buenos gráficos, sonido atmosférico y buena jugabilidad", no había suficiente desafío en el juego y que los jugadores "no querrían pasar mucho tiempo jugando a un juego que saben que pueden ganar fácilmente". Los críticos de ZX Spectrum no se impresionaron por el hecho de que el juego requiriera que los niveles se cargaran individualmente, y la revista Your Sinclair lo describió como un "juego de múltiples niveles, múltiples cargas, que te hará gritar su título cada vez que mueras y tengas que recargar".
El juego fue reseñado en 1989 en Dragon #141 por Patricia Hartley y Kirk Lesser en la columna "El rol de las computadoras". Los revisores normalmente asignan una calificación a un juego que va de 1 a 5 estrellas, pero este juego les desagradó tanto que lo clasificaron con una "X".

## See also
- Crush, Crumble and Chomp! (1981)
- Rampage (1986)
- The Movie Monster Game (1986)